# Dadri
Dadri is een stad en gemeente in het district Gautam Buddha Nagar van de Indiase staat Uttar Pradesh. 

## Demografie
Volgens de Indiase volkstelling van 2001 wonen er 57.457 mensen in Dadri, waarvan 54% mannelijk en 46% vrouwelijk is. De plaats heeft een alfabetiseringsgraad van 54%. 